# Quappen
Die Quappen (Lotidae, Syn.: Brosminae Swainson, 1838) sind eine Familie der dorschartigen Fische, die im Nordatlantik, Nordpazifik und rund um die Arktis leben. Die Quappe (Lota lota) ist davon abweichend die einzige Art, die ausschließlich im Süß- und Brackwasser lebt. Ihr Lebensraum umfasst Europa, Sibirien und Nordamerika.

## Merkmale
Quappen werden einen bis zwei Meter lang, besitzen einen langgestreckten Körper, eine bis zwei Rückenflossen und immer nur eine Afterflosse. Die für Dorschartige charakteristische Bartel am Kinn ist immer vorhanden. Die Schwanzflosse ist abgerundet. Im Ei befindet sich ein Öltropfen, um es im Wasser in der Schwebe zu halten.

## Systematik
Die Familie der Quappen wurde 1832 durch den französischen Biologen Charles Lucien Jules Laurent Bonaparte unter dem Namen Lotini aufgestellt. Der Umfang der Gruppe, wie auch ihr systematischer Rang sind umstritten. Der amerikanische Ichthyologe Joseph S. Nelson zählt zu den Quappen, die er als Unterfamilie Lotinae den Dorschen (Gadidae) zuordnet, lediglich fünf Arten in drei Gattungen. Bei den Arten handelt es sich um die Meeresfische Leng (Molva molva), Blauleng (M. dipterygia) und Mittelmeer-Leng (M. macrophthalma) aus der Gattung Molva, sowie den Lumb (Brosme brosme) und die im Süßwasser lebende Quappe (Lota lota). Bei Fishbase und Eschmeyers Catalog of Fishes haben die Quappen den Rang einer Familie mit fünf Arten und drei Gattungen. Betancur-R. und Kollegen geben den Quappen in ihrer neuen Systematik der Knochenfische ebenfalls den Rang einer Familie, stellen aber auch die Gaidropsarinae in den Familienrang, womit sie Nelsons Umfang der Familie Lotidae übernehmen.

## Gattungen und Arten
- Gattung  Brosme

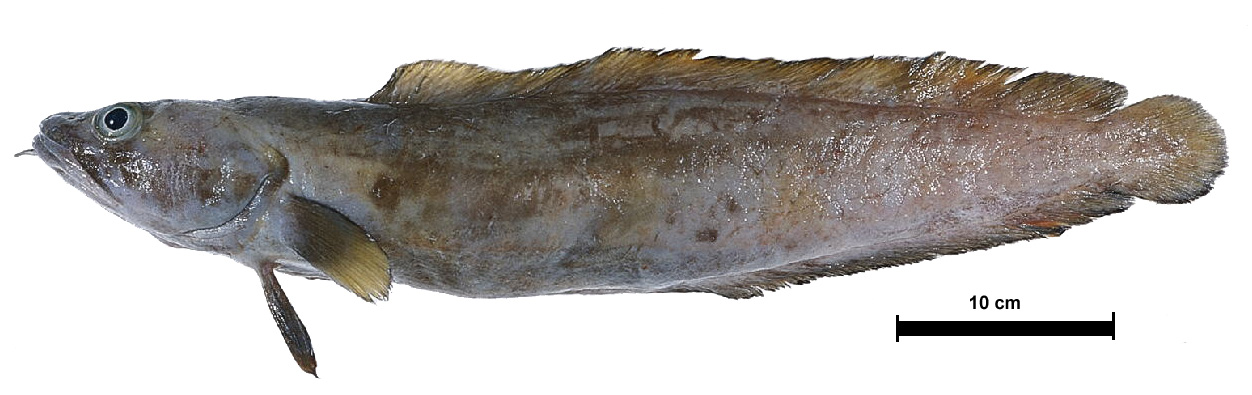
Lumb

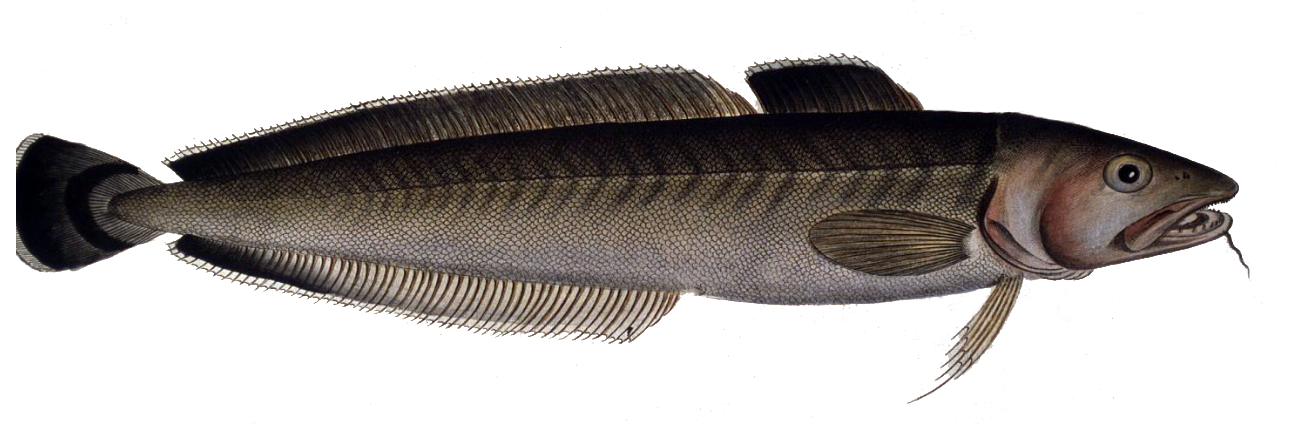
Leng

  - Lumb (Brosme brosme) (Ascanius, 1772)
- Gattung  Lota
  - Quappe (Lota lota) (Linnaeus, 1758)
- Gattung  Molva
  - Blauleng  (Molva dypterygia) (Pennant, 1784)
  - Mittelmeer-Leng (Molva macrophthalma) (Rafinesque, 1810)
  - Leng (Molva molva) (Linnaeus, 1758)